# Euston Hall
Euston Hall är ett engelskt country house i byn Euston, strax söder om Thetford i Norfolk.
Euston Hall, med anor från medeltiden, låg nästan i ruiner då Henry Bennet, 1:e earl av Arlington köpte egendomen 1666. Han lät genast bygga ett storslaget fyrkantigt hus i fransk stil, runt en innergård, med paviljonger i de fyra hörnen.
Earlens dotter gifte sig 1672 med Henry Fitzroy, 1:e hertig av Grafton, illegitim son till Karl II av England. Makarna ärvde egendomen 1685 och Euston Hall har tillhört hertigarna av Grafton sedan dess.
Slottet byggdes om i mitten av 1700-talet och efter en katastrofal brand 1902 ändrades också slottets utseende. Södra och västra flygeln revs på order av 10:e hertigen 1952. Parken anlades först efter ritningar av John Evelyn, men ändrades på 1730-talet efter planer av William Kent, och på 1770- och 80-talen modifierades detta av landskapsarkitekten Capability Brown.